# Aftermath Entertainment
Aftermath Entertainment – wytwórnia płytowa, specjalizująca się w muzyce z gatunku hip-hop.
Założona przez Dr. Dre w 1996 r., stanowiła jego drugą po Death Row Records inicjatywę tego typu. Aftermath Entertainment rozpowszechnia materiały w porozumieniu z Interscope Records i ma pod swoimi skrzydłami trzy mniejsze jednostki: należącą do Eminema Shady Records, G-Unit Records utworzoną przez 50 Centa oraz The Black Wall Street Records pod przewodnictwem rapera Game'a.